# ケンドール郡 (テキサス州)
ケンドール郡（英: Kendall County）は、アメリカ合衆国テキサス州の中央部、エドワーズ高原に位置する郡である。2010年国勢調査での人口は33,410人であり、2000年の23,743人から40.7%増加した。郡庁所在地はバーニ市（人口10,471人）であり、同郡で人口最大の都市でもある。
ケンドール郡は1862年に設立され、郡名は、ジャーナリストで米墨戦争では特派員を務めたジョージ・ウィルクス・ケンドールに因んで名付けられた。雑誌「プログレッシブ・ファーマー」が2006年の「アメリカの田園で最良に住み良い場所」リストの5位にケンドール郡を挙げた。ケンドール郡はサンアントニオ大都市圏に属している。

## 年譜
- 紀元前8000年、ケンドール郡となった地域に人類が住み、その後はカイオワ族、コマンチ族、リパン・アパッチ族などのインディアン部族が入ってきた[4]
- 1700年代、リパン・アパッチ族がカスケード洞穴を発見した[5]
- 1842年

4月20日、アーデルスフェラインがテキサスへの移民を促進する目的でドイツで結成された
6月7日、フィッシャー・ミラー土地特許によって300万エーカー (12,000 km2) の土地が、ドイツ人、オランダ人、スイス人、デンマーク人、スウェーデン人、ノルウェー人の600家族と単身者のために確保された
- 1844年6月26日、ヘンリー・フランシス・フィッシャーがアーデルスフェラインに対する土地特許の利権を売却した[4]
- 1845年

ソルムス・ブラウンフェルスのプリンス・カールが、アーデルスフェラインのためにコマールスプリングスと川を含む、1,265エーカー (5 km2) の土地の所有権を確保した。
2月、多くのドイツ人移民がマタゴルダ湾インディアナオラの港で降り立って、立ち往生していた。食料や雨風を凌ぐものもなく、地面に穴を掘って暮らし、およそ半数が病気と飢えのために死んだ。残った者達は数百マイル離れた目的地に向かって歩き始めた。
5月、ジョン・O・ミューズバックがガルベストンに到着した
12月20日、フィッシャーとバーチャード・ミラーがアーデルスフェラインに対する土地特許の利権を売却した
- 1847年

ミューズバック・コマンチ条約が調印された
シスターデールの町が設立された
- 1849年、リャノ郡から来たベッティーナの自由思想植民者が、タスカラムに入植し、古代ローマのキケロの家に因んで名付けた。当初のこの町では、教会を立てることを禁じていた。この町は後に、ドイツのユダヤ系政治的作家で、カール・マルクスにも影響を与えたルートヴィヒ・ベルネに因んでバーニと改名された[13]
- 1850年代、ジョージ・W・ケンドールが郡内で羊の牧畜を始めた
- 1854年

ミューズバックが、テキサス州知事エリシャ・M・ピースから、アーデルスフェラインによって約束されていた1845年と1846年の移民に土地保証書を発行する委員の指名を受けた。
5月14日-15日、ドイツ人移民によるテキサス州会議がサンアントニオで開催され、政治、社会、および宗教に関する次のような綱領を採択した。1) 平等な労働に対する平等な報酬 2) アメリカ合衆国大統領の直接選挙 3) 死刑の廃止 4) 奴隷制度は悪であり、その廃止は民主主義原則の要求である 5) 大学を含め、宗教の影響無しに州が支援する無料教育 6) 教会と政府の完全な分離
ドイツ系移民の自由思想家で奴隷制度廃止論者によって、コンフォートの町が設立された
- 1860年、カール・ディーンガーがバーニ・ビレッジ・バンドを結成した[17]
- 1861年、カー郡、ジルスピー郡、ケンドール郡の北部支持者が、エイブラハム・リンカーン大統領の政策を支持する秘密組織、ユニオン・リーグの結成に参加した。[18]
- 1862年

カー郡とブランコ郡の一部を合わせてケンドール郡が設立され、ジャーナリストのジョージ・ウィルクス・ケンドールに因んで名付けられた。バーニが郡庁所在地に指定された。
ユニオン・リーグはフロンティアをインディアンから守り、その家族を南軍から守るために中隊を結成した。良心的兵役拒否者は主にテハーノやドイツ系移民に多かった。
5月30日、南軍指導部はテキサス州中央部に戒厳令を敷いた
8月10日、キニー郡ではニュエセスの虐殺が起こった。ジェイコブ・クーフラーが良心的兵役拒否者61人をメキシコに逃がす案内役を務めた。スコットランド生まれの南軍非正規兵ジェイムズ・ダフとそのパルティザン・レンジャーが彼等を追跡し、ニュエセス川で追いついた。34人が殺され、捕虜になった後に処刑された者もいた。ジェイコブ・クーフラーは生き残った。この事件の残酷さがジルスピー郡民に衝撃を与えた。2,000人が岡に上ってダフの恐怖政治から逃れた。
ジルスピー郡内ハーパーの町に近いスプリングクリーク墓地には、セバード・ヘンダーソン、ハイラム・ネルソン、ガス・テグナー、フランク・スコットの名前が記された1つの墓がある。その碑銘には「ジェイムズ・ダフ大佐の南軍連隊によって、絞首刑にされ、スプリングクリークに投げ込まれた」と記されている
- 1866年8月10日、ニュエセスの虐殺で犠牲になったテキサス人のために、トロイエ・デア・ユニオン（連邦への忠誠者）記念碑がコンフォートで除幕された。南軍の領内で国立墓地以外では唯一の北軍に対する記念碑だった。アメリカ合衆国国旗を永続的に半旗で掲揚することが認められている6か所の1つでもある[22][23]
- 1870年、最初のケンドール郡庁舎が石灰岩を使って建設された。折衷様式であり、建築家はフィリップ・ゼラーとS・F・ステンドバックだった[24]
- 1885年

オーストリア生れのアンドレアス・エンゲルがバーグハイムの町を設立した
シスターデールのコットンジンが操業を始めた
- 1887年、サンアントニオ・アンド・アランサスパス鉄道がバーニからサンアントニオへの運行を始めた[27][28][29]
- 1897年5月27日、ジョン・O・ミューズバックがメーソン郡ロイヤルバレーの自家農園で死亡し、チェリースプリングのマーシャル・ミューズバック墓地に埋葬された[30]
- 1900年、郡内には542の農園があった。農地は1880年の153,921エーカー (622.90 km2) から、339,653エーカー (1,374.53 km2) に広がっていた。このときも棒駆逐業が主産業だった
- 1905年、バーニ市民が集まって農業に関する情報、レシピ、ニュースなどを共有するようになった。これが後にケンドール郡祭になった[31]
- 1913年、ケンドール郡祭協会が組織化され、テキサス州から非営利団体の認可を受けた[31]
- 1914年、フレデリックスバーグ・アンド・ノーザン鉄道がコンフォートの東で、フレデリックスバーグとサンアントニオ・アンド・アランサスパス鉄道を繋いだ
- 1918年、衛生管理コウモリのねぐら館がコンフォートに建てられ、蚊を退治し、マラリアの蔓延を防ぐコウモリを引き寄せるようになった。元サンアントニオ市長アルバート・スティーブス・シニアのために、コウモリの権威であるチャールズ・A・R・キャンベル博士が考案した[32][33]
- 1930年代

世界恐慌で借地農家の数が増えた
カスケード洞穴の商業的開発が始まった
- 第二次世界大戦中、サンアントニオ地域にあったアメリカ軍の基地が郡住民に職を提供した
- 1983年、グアダルーペ川州立公園が一般公開された[34]
- 1988年、ドイツ連邦共和国（西ドイツ）が、テキサス州とアメリカ合衆国におけるバーニ・ビレッジ・バンドのドイツ遺産継承を認めた[35]
- 1990年アースデイ、シボロ自然センターが一般公開された[36]
- 1991年、テキサス州議会が、バーニ・ビレッジ・バンドが「我々の文化遺産の一部としてドイツ音楽を保っている」という決議を成立させた
- 1998年、バーニ市の1870年に建てられた旧庁舎の向かいに、石灰岩、鉄骨およびコンクリート作りの現郡庁舎が建設された。建築はレーラー・ボーン・アンド・クーン社だった
- 2005年、ケンドール郡はケンドール郡祭の開催100周年を祝った。ケンドール郡祭協会が州内でも数少なくなった民間資本による祭を開催し続けている
- 2011年、クリス・オーティスが拘置所の伍長に昇進した

## 地理
アメリカ合衆国国勢調査局に拠れば、郡域全面積は663平方マイル (1,717,2 km2)であり、このうち陸地662平方マイル (1,714.6 km2)、水域は1平方マイル (2.6 km2)で水域率は0.09%である。

### 主要高規格道路
- 州間高速道路10号線
- アメリカ国道87号線
- テキサス州道46号線
- 農場市場直結道路473号線

### 隣接する郡
- ジルスピー郡 - 北
- ブランコ郡 - 北東
- コマール郡 - 南東
- ベア郡 - 南
- バンデラ郡 - 南西
- カー郡 - 西

## 人口動態
以下は2000年国勢調査による人口統計データである。
| 基礎データ - 人口: 33,410人 - 世帯数: 8,613 世帯 - 家族数: 6,692 家族 - 人口密度: 14人/km2（36人/mi2） - 住居数: 9,609軒 - 住居密度: 6軒/km2（14軒/mi2） 人種別人口構成 - 白人: 92.86% - アフリカン・アメリカン: 0.56% - ネイティブ・アメリカン: 0.35% - アジア人: 0.23% - 太平洋諸島系: 0.05% - その他の人種: 4.41% - 混血: 1.55% - ヒスパニック・ラテン系: 17.89% 年齢別人口構成 - 18歳未満: 27.2% - 18-24歳: 6.1% - 25-44歳: 26.4% - 45-64歳: 26.4% - 65歳以上: 13.9% - 年齢の中央値: 39歳 - 性比（女性100人あたり男性の人口） - 総人口: 95.0 - 18歳以上: 91.4 | 世帯と家族（対世帯数） - 18歳未満の子供がいる: 36.3% - 結婚・同居している夫婦: 67.2% - 未婚・離婚・死別女性が世帯主: 7.9% - 非家族世帯: 22.3% - 単身世帯: 19.2% - 65歳以上の老人1人暮らし: 8.4% - 平均構成人数 - 世帯: 2.70人 - 家族: 3.09人 収入と家計 - 収入の中央値 - 世帯: 49,521米ドル - 家族: 58,081米ドル - 性別 - 男性: 39,697米ドル - 女性: 28,807米ドル - 人口1人あたり収入: 24,619米ドル - 貧困線以下 - 対人口: 10.5% - 対家族数: 7.9% - 18歳未満: 13.6% - 65歳以上: 9.4% |

## 都市と町
- バーニ - 郡庁所在地
- フェアオークスランチ

### 国勢調査指定地域
- コンフォート

### 未編入の町
- バーグハイム
- ケンダリア
- シスターデール
- ウォーリング
- ウェルフェア